# 江馬信盛
江馬 信盛（えま のぶもり）は、戦国時代から安土桃山時代にかけての武将。
江馬氏は桓武平氏・経盛流を称する飛騨国の国人。北飛騨の高原諏訪城を本拠とし南飛騨の三木氏と覇権を競っていたが、永禄2年（1559年）の武田信玄の飛騨侵攻により武田家に降った。
天文4年（1535年）に誕生。江馬時盛の三男とされる。甲斐武田氏に降った際、信盛は人質として甲斐国に送られた。
その後、元亀年間に父の時盛と兄の輝盛が対立すると、父から兄の廃嫡と信盛の家督の継承を打診されたが固辞したという。
武田勝頼の将として高天神城の守将の一人となり天正9年（1581年）、織田信長と徳川家康の軍を相手にした第二次高天神城の戦いで戦死した。
実家の飛騨江馬氏は、翌年の織田信長死後の混乱の中、仇敵であった姉小路氏との決戦に敗れて勢力を失った。